# Старков Арсеній Вікторович
Старков Арсеній Вікторович (* 8 лютого 1874, Торжок — 18 грудня 1927, Відень), анатом та хірург, професор Московського, Київського, Латвійського університетів, Українського педагогічного інституту в Празі. Академік ВУАН.

## Біографія
Навчався у Московському університеті і за кордоном. Професор Московського університету.
У 1917 році переїхав до Києва, де зайняв кафедру анатомії Київського університету. З 1918 року читав в Українському державному університеті та в українській лектурі Київського медичного інституту.
Разом з О.Корчаком-Чепурківським 7 березня 1921 обраний дійсним (ординарним) академіком УАН по кафедрі анатомії. Брав участь у засіданнях Спільного зібрання УАН, зокрема у справі прийняття музейних колекцій Павла Потоцького (Петроград; нині м. Санкт-Петербург). Очолив лабораторію для дослідів над центральною нервовою системою та Комісію ВУАН по виучуванню центральної нервової системи (працювала з 1 липня 1921).

### Еміграція
За різними версіями залишив СРСР легально чи нелегально. За однією версією, наприкінці літа 1921 з дозволу Наркомосу УСРР виїхав у відрядження до Праги (Чехословаччина) для перевірки винайденого ним способу муміфікувати тваринні тіла. За іншою втік разом з родиною під загрозою арешту 1922 року.
Одержав мандат як посередник між ВУАН та громадськими організаціями Чехословаччини. Переведений у нештатні академіки ВУАН. До СРСР не повернувся. 1923—25 працював в Українському педагогічному інституті в Празі. Переїхав до Латвії. Професор медичного факультету Вищої Латвійської школи (Латвійського університету).
Помер від паралічу серця у вагоні поїзда, дорогою до Риму. Точне місце смерті не встановлене. Похований у Римі (Італія) на кладовищі Тестаччо. 9 березня 1928 виключений зі складу ВУАН з формулюванням «за смертю».

## Науковий внесок
Проводив наукові дослідження в галузі медичної біології, хірургії та порівняльної анатомії. Заснував кафедру з досліджень центральної нервової системи ВУАН.
Українською мовою вийшов у Празі підручник «Загальна біологія».